# Strandvogt
Strandvogt ist die Bezeichnung für eine Person, der küstennah auf dem Land besondere Rechte und Pflichten übertragen sind. Die Rechtsgrundlagen, Aufgaben und gesellschaftliche Einordnung haben sich im Laufe der Jahrhunderte und abhängig vom Ort häufig geändert und insgesamt differenziert.
Früher wurde für die amtliche Funktion auch die Schreibweise Strandvoigt verwendet, insbesondere an der Ostsee ist sie für Straßen, Gebäude und Einrichtungen noch gebräuchlich. Strandvögte nahmen manchmal auch Aufgaben eines Deichvogts wahr.

## Geschichte
Im Mittelalter hatte spätestens die Hanse ein Interesse an der Sicherung der Seefahrt einerseits durch Eindämmung der Piraterie und andererseits durch Verbesserung der Navigation mit Hilfe von Kirchtürmen als Tagesmarken, Baken und Leuchtfeuern, die man zunächst in Körben an hohen Gebäuden aufhängte. Als vielleicht erstes dieser Leuchtfeuer ist 1316 eines bei Lübeck belegt. Zugleich aber waren die Menschen noch lange überzeugt, dass Seenot Schicksal sei. Der Schiffbruch – mit anschließendem Tod in den Wogen – galt als Berufsrisiko, oft gar als „Fingerzeig Gottes“, vom Land aus zu helfen galt nicht als Verpflichtung. Bis ins 19. Jahrhundert hinein gehörte Strandgut ohne Einschränkung dem Finder, Strandrecht erschien als Faustrecht, der Begriff Strandraub war unbekannt. Die Inbesitznahme der Ladung gestrandeter Schiffe wurde als Notrecht, nicht als Plünderung, die Aneignung angeschwemmten Strandguts nicht als Diebstahl verstanden, denn die Küstenabschnitte an Nord- und Ostsee waren wirtschaftlich über lange Zeit hinweg unterentwickelt, die Armut oft groß. Strandgut war daher nicht nur für die Einheimischen, sondern auch für Strandvögte eine bedeutende Einnahmequelle. Einigen englischen Hafenstädten räumte der König formal das Recht ein, dass angeschwemmtes Strandgut nach einem Jahr in ihren Besitz überging, gestrandete Schiffe durften sogar umgehend geplündert werden. Da war dann der Schritt, Schiffe zum Stranden zu bringen, indem die damals bei schlechter Sicht ohnehin schwierige Navigation durch das Verdecken der richtigen Leuchtfeuer oder das Anbringen falscher Leuchtfeuer in die Irre geführt wurde, eine durchaus zielführende Maßnahme. Aus ähnlichem Grund sträubte man sich zum Beispiel im 17. Jahrhundert auf Helgoland lange gegen den ersten Leuchtturm der Insel. Unter solchen Umständen sah sich 1705 der dänische König genötigt, die Todesstrafe auf „falsche Feuerzeichen“ einzuführen. Ähnlich ist aus der Gemeinde Den Helder an der niederländischen Nordseeküste bekannt, dass dort früher in stürmischen Nächten falsche Leuchtfeuer gelegt wurden, um Schiffe zum Stranden zu bringen.
Strandvögte, soweit sie von der Obrigkeit eingesetzt wurden, waren da in einer schwierigen Lage. Sie standen im Spannungsfeld von obrigkeitlichen Auflagen, Erwartungen der Mitbürger (zumal in Notzeiten), eigenen Bedürfnissen und Bedrohung durch Seeräuber. Manchmal kam es zu tödlichen Auseinandersetzungen. So waren die Strandvögte oft im übertragenen Sinn allein gelassen, in einigen Fällen auch im wörtlichen Sinne, da sie manchmal die einzigen dauernden Bewohner einer Insel, einer Hallig, einer Warft oder eines Koogs waren.
Insgesamt war bis zum Erstarken der Nationalstaaten und dem Beginn des Fremdenverkehrs in der zweiten Hälfte des 19. Jahrhunderts auch an deutschen Küsten Strandraub und Piraterie ein erhebliches Problem. In Deutschland galt besonders die Küste von Amrum und Rügen als gefährliches Revier. Zahlreiche Anekdoten, wie Strandvögte mit dieser Situation umgingen, sind im Volksmund, in Sagen und Erinnerungen überliefert, und darin wird deutlich, dass auch das Verhalten der Strandvögte nicht in allen Fällen völlig frei von Tadel blieb:
Auf Pellworm betrat der Pirat Cord Widderich um 1420 die Dorfkirche nicht nur aus Frömmigkeit. Vom Kirchturm aus suchte er vielmehr nach vorbeifahrenden Handelsschiffen, benutzte die Glocken zum Herbeirufen seiner Kollegen und entzündete falsche Leuchtfeuer. Von der Beute trat er dann einen Teil an die dankbare Gemeinde ab.
Etwa 300 Jahre später hatte der Strandvogt auf Amrum mit den Einheimischen einen Konflikt, wie er immer wieder auftrat:

„Als einst ein Strandvogt auf Amrum den dortigen Strandläufern nichts gönnte, sondern alles Strandgut für sich allein haben wollte, auch der Meinung war, daß sie großes Unrecht thäten, wenn sie wider seinem Willen den Strand beträten, und sich also der Besserung zu befleißigen hätten, waren diese im Gegentheil anderer Ansicht“

In Nieblum auf Föhr musste um dieselbe Zeit ein Schiffer für fünf Tage bei Wasser und Brot ins Gefängnis, weil er sich ungebührlich gegenüber dem Strandvogt verhalten hatte.
Von der Insel Sylt des 16. Jahrhunderts stammt die Schilderung eines besonders schrecklichen Schicksals eines Strandvogts: Die wehrhaften Insulaner hatten den berüchtigten Seeräuber Lang Peter zunächst vertreiben können:

„Dat geit’er nato mit alle Mann, mit Bässen, Stahl und Forken. De hier nich fechten will en kan, dat sint well rechte Schorken.“

Dann wurden von acht der im Hause des Strandvogtes Erk Mannis zu Westerland gefangengenommenen Seeräuber sieben gleich auf dem Galgenhügel nördlich vom Dorf Keitham aufgehängt. Der achte aber, der seiner Jugend halber verschont und wieder freigegeben ward, rächte den Tod seiner Genossen dadurch, dass er nach einigen Jahren aufs Neue auf der Insel landete und das Haus jenes Strandvogts bei Nachtzeit ansteckte und verbrannte.
1806 führte der auf Baltrum unter preußischer Hoheit eingesetzte Strandvogt ein „Siegel der Königlich-Preußischen Strandvogtei Baltrum“. 1874 wurde ein Strandvogt auf dem Morsumkoog vor Nordstrand neu eingesetzt.
Selbst die Stadt Hamburg hatte zeitweise einen Strandvogt: Er war an der Mündung der Elbe auf der zu Hamburg gehörenden Insel Neuwerk stationiert.
Auch an der Ostsee gab es Strandvögte: So wurde im Rostock des Mittelalters der dortige Hafen „Strand“ genannt, der über zwölf Strandtore erreichbar und als dessen Aufseher ein Strandvogt bestellt war.
Auf Rømø ist der Überlieferung nach ein Strandvogt selbst vom Pfad der Tugend abgewichen: Er suchte die Schiffer in die Irre zu führen, indem er in Sturmnächten seinem Pferde eine brennende Laterne an den Schwanz band und so über die Dünen an der Strandseite ritt.
Eine besondere Aufgabe hatten diejenigen Strandvögte, die an den Stränden der Ostsee als sog. Strandverwalter eingesetzt waren: Sie hatten die Einkünfte von am Strand eingesammeltem Bernstein zu berechnen und darauf fällige Steuer einzuziehen.
Literarisch berühmt wurde Der Strandvogt von Jasmund, eine Erzählung von Philipp Galen aus der Zeit der Napoleonischen Kriege um einen Strandvogt auf der Halbinsel Jasmund auf Rügen.

## Rechtliche Grundlagen
Seit dem 12. Jahrhundert wurde das überkommene Strandrecht zunehmend durch kirchliche und staatliche Normen in öffentlichem Interesse abgelöst. Der Umsetzung dieses neuen Rechts diente auch die Ernennung von Strandvögten. Für das Deutsche Reich von 1871 von Bedeutung war die Strandungsordnung vom 17. Mai 1874. Nach ihr waren Strandbehörden einzurichten, denen Strandämter mit einem Strandhauptmann als Vorsteher und mit Strandvögten unterstellt waren, beide waren Beamte der betreffenden Landesregierung. Zu ihren Aufgaben gehörte die Rettung und Bergung der in Seenot geratenen Personen und Güter. Die Strandvögte waren weisungsberechtigt und befugt, zur Rettung von Menschenleben die erforderlichen Fahrzeuge und Gerätschaften in Anspruch zu nehmen und jeden Zugang zum Strand zu benutzen.
Auch unter Rücksicht auf internationales Recht (v. a. das Internationale Übereinkommen von 1989 über Bergung, ferner privatrechtliche Standardverträge wie Lloyd’s Open Form) wurde diese Strandungsordnung mit wiederholten Änderungen überführt in deutsches Bundesrecht:
So werden im Gesetz zur Neuregelung des Bergungsrechts in der See- und Binnenschifffahrt die gegenseitigen Rechte und Pflichten von Kapitän, Schiffsbesatzung, Eigner, Charterer, Ausrüster, Reeder und Berger festgelegt. Im Einführungsgesetz zum Strafgesetzbuch wird unter Strafe gestellt, wenn jemand Schiffbruch oder Strandgut nicht anzeigt, ohne Erlaubnis des Strandvogts ein gestrandetes Schiff betritt oder von diesem Gegenstände entfernt. Dabei erfolgt die Einsetzung von Strandvögten durch die zugehörige Gebietskörperschaft, aber auch die Regionalverbände, Landschaftsverbände oder Ämter.
Der jeweilige Strandvogt übt dabei seine Tätigkeit aus als Ehrenamt oder über eigene Planstellen als Angestellter in Nebentätigkeit oder Teilzeitarbeit oder als Teil einer hauptamtlichen Tätigkeit. Früher überwog allerdings der Einsatz als Beamter. Erhält der Strandvogt besondere Rechte, so wird er auf die Einhaltung seiner Pflichten vereidigt.

## Aufgaben
Der Strandvogt ist – früher häufiger als in jüngerer Zeit – vor allem für den Vollzug des Strandrechts zuständig, das an den Seeküsten und Mündungen regelt, wie bei Schiffbrüchen verunglückte Menschen gerettet und im Schiff enthaltene Güter oder durch die Strömung angelandetes Treibgut geborgen werden. Die Bergung, Identifizierung und Bestattung Ertrunkener fallen nach diesem Recht ebenfalls in den Aufgabenbereich des Strandvogts. Besonders nach Sturmfluten und sonstigen Unwettern unternimmt der Strandvogt Kontrollgänge in den küstennahen Abschnitten seines Bereichs. Über alle gefundenen Gegenstände und Dokumente hat er den zuständigen Stellen zu berichten. Solche Strandvögte haben Polizeigewalt und nehmen gleichzeitig Zollinteressen wahr.
Eine weitere wichtige Aufgabe der Strandvögte kann die Inspektion der Außen- und Binnen-Deiche, Sperrwerke und Siele sein, in regelmäßigen Abständen und zusätzlich bei Unwetter und Sturmflut.

Amtlicher Hinweis auf Strandvogt-Stelle, Sande, etwa 1977

In jüngerer Zeit allerdings hat der Strandvogt eher Aufgaben, die sich aus dem Fremdenverkehr ergeben. So soll er küstennah an Campingplätzen, Badestränden und dem Wassersport dienenden Flächen für das Einhalten der Gemeindeordnung, insbesondere der Strandsatzungen der Gemeinden, sorgen. Hoheitliche oder polizeiliche Aufgaben übernimmt er dabei nicht selbst, soll vielmehr an Vernunft und Anstand appellieren und zur Ordnung rufen, kann aber im Konfliktfall die Polizei anfordern. Typische Fälle sind gefährdendes Verhalten durch Landfahrzeuge und Wassersportgeräte, Verstoß gegen die Kleiderordnung (FKK vs. Textilstrand), Beeinträchtigen des Landschaft- und Küstenschutzes (Lagern in geschützten Bereichen, Destabilisieren von Dünen) oder Nichteinhalten von Hygiene-Richtlinien (Mitführen von Hunden). Außerdem dient der Strandvogt vorbeugend und werbend als Kontaktperson und Ansprechpartner für Urlauber wie Dienstleister.
Im Laufe eines Sommers kommt da Einiges zusammen, wie ein Bericht des Ortsbeirates des Seebads Warnemünde für 2010 zeigt:
- von der Promenade verwiesene Radfahrer: 1.613
- vom Strand verwiesene Hundebesitzer: 1.052
- erhöhter Verunreinigungsgrad an d. Feuerstellen
- Holzpfähle aus Dünenbegrenzung ersetzt
- zunehmendes Gefährdungspotential bilden Kite- und Windsurfer durch Surfen im Badebereich
- Beschwerden über FKK-Besucher am Textilstrand und umgekehrt
- 7 Rettungstürme besetzt
- 3 Badeunfälle mit tödlichem Ausgang

Beispiele für Gemeinden, die in jüngerer Zeit Strandvögte bestellt haben, sind etwa das Ostseebad Sehlendorfer Strand in der Hohwachter Bucht, die Gemeinde Sande (Friesland) und das Seebad Warnemünde.

## Übergang zu einer landesweit organisierten Seerettung
Anfang des 19. Jahrhunderts begann sich in Deutschland die Einstellung zu Schiffbrüchigen zu wandeln, es wurden erste Rettungsstationen errichtet. Als die Einwohner von Spiekeroog beim Untergang des Auswandererschiffs Johanne 1854 vor ihrer Insel die überlebenden Schiffbrüchigen in einer aufopfernden Weise versorgten, wie dies bisher nicht üblich war, stieß dies im gesamten Land auf große Aufmerksamkeit und Zustimmung. 1865 wurde schließlich die Deutsche Gesellschaft zur Rettung Schiffbrüchiger gegründet. Was die Strandvögte bis dahin auf sich gestellt mit allzu geringen Mitteln versuchen mussten, wurde damit einer stetig weiter ausgebauten und technisch verbesserten nationalen Organisation übertragen.